# Marta Károlyi
Marta Károlyi (Odorheiu Secuiesc, 29 de agosto de 1942), é uma treinadora e a coordenadora técnica da seleção estadunidense de ginástica artística feminina. Por conta do sistema norte-americano de treinamento, seu posto é para bem organizar as relações entre técnicos e seus respectivos ginastas.
Marta nasceu na Romênia e assim como seu marido, Béla Károlyi, possui ascendência húngara. Enquanto treinadora, tutelou ginastas como as romenas Nadia Comaneci, Emilia Eberle e Teodora Ungureanu, e as estadunidenses Mary Lou Retton, Betty Okino, Kerri Strug, Kim Zmeskal e Dominique Moceanu.

## Carreira
Marta Eross, conhecida como Marta Károlyi, graduou-se na primeira colocação na faculdade de educação física, em 1963. Em 28 de novembro do mesmo ano, casou-se com Béla e teve uma filha, Andrea.
O casal é tido como pioneiro por centralizar o sistema de treinamento na Romênia, entre as décadas de 1960 e 1970, ao se estabelecerem, em Oneşti, para treinar as jovens com potencial atlético, tendo como sua primeira aluna Nadia Comaneci.
Quando Béla tornou-se treinador da seleção romena feminina, Marta o acompanhou, treinando e coreografando rotinas para algumas ginastas da equipe. Em 1981, os Károlyi mudaram-se para os Estados Unidos, onde trabalharam por um ano em Oklahoma, antes de se estabelecerem. Béla tornou-se técnico da seleção estadunidense feminina. No país, o casal radicou-se no Texas, onde abriu o Rancho Károlyi, um novo centro de treinamento, favorecido pelas conquistas de Nadia Comaneci para tornar-se conhecido.
Em um novo país, durante a década de 1990, seus treinamentos começaram a resultar positivamente: Kim Zmeskal, tutelada pelo casal, fora a única ginasta a conquistar medalha individual no Mundial de Indianápolis. Com o marido sendo constantemente acusado por seus treinamentos abusivos e controversos, Marta era vista como mais motivadora e técnica. Em 1996, fora eleita a treinadora chefe da equipe para os Jogos Olímpicos de Atlanta - no lugar de Béla, que compareceu à competição apenas como treinador -, do qual a equipe feminina saiu-se vitoriosa. Cinco anos mais tarde, Béla abandonou o posto de coordenador técnico, que ocupava desde os Jogos de Sydney, passando-o para a esposa, após recomendação dos treinadores das ginastas da equipe nacional.
Em meio aos anos que se seguiram desde então, a equipe feminina totalizou trinta medalhas mundiais, vinte pan-americanas e catorze olímpicas, tendo como principais resultados, os ouros do Mundial de Stuttgart e os ouros dos Jogos de Atenas e das Olimpíadas de Pequim.